# Porta Clausa
 (avril 2017).
Si vous disposez d'ouvrages ou d'articles de référence ou si vous connaissez des sites web de qualité traitant du thème abordé ici, merci de compléter l'article en donnant les références utiles à sa vérifiabilité et en les liant à la section « Notes et références ».
La Porta Clausa est une des portes qui s'ouvrait dans le mur d'Aurélien de Rome. 

## Histoire
Les données historiques qui se rapportent à la Porta Clausa sont rares, probablement pour deux raisons. En premier lieu, la porte est murée depuis une époque imprécise mais lointaine. Elle tire d'ailleurs de cette particularité son nom officiel. Son nom originel est d'ailleurs inconnu. De plus, elle est aujourd'hui encore presque cachée, à hauteur des 4 et 6 via Monzambano.
Sous l'empereur Tibère, la porte constituait la porte sud du Castro Pretorio, la grande caserne de la garde prétorienne, construite entre 20 et 23 par Auguste. De là partait une route reliant plusieurs grands axes de l'Empire, route que l'empereur Aurélien, dans les années 270-273, inclut dans le secteur du périmètre défensif. A cette occasion le mur extérieur est rehaussé, équipé de nouveaux remparts plus épais, ce qui aboutit à la fermeture de plusieurs portes.
Au début du Ve siècle, le mur est restauré par Flavius Honorius, et les caractéristiques architecturales qui apparaissent aujourd'hui datent précisément de cette intervention.

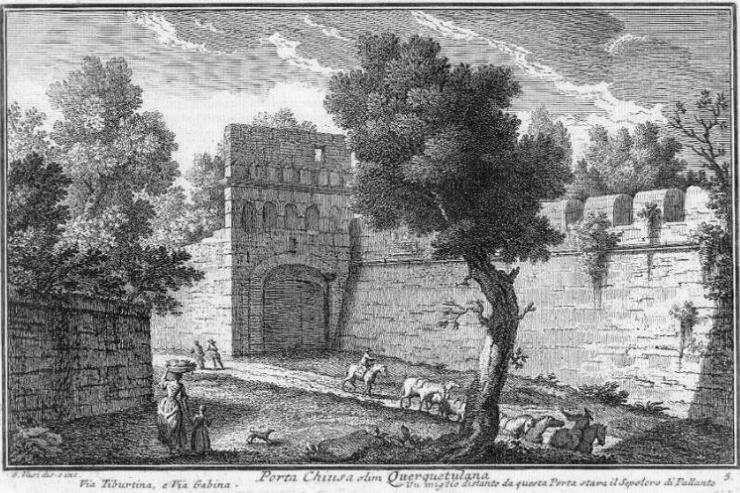
Porta Clausa, gravure de Giuseppe Vasi, 1750

## Description
La façade, avec un seul fût, est couverte de travertin; l'arc mesure 8,60 m de largeur externe, avec 4,13 m de largeur intérieure, avec une porte verrouillable. La porte était surmontée d'un système de manœuvre, encore visible par les cinq fenêtres de l'arche. Une sixième fenêtre est à moitié obstruée par la reconstruction du mur d'enceinte, voulue par le pape Urbain VIII.
À partir de la première moitié du VIIIe siècle, la porte n'apparaît plus dans les itinéraires et les descriptions de Rome[réf. nécessaire]. Elle était soit partiellement enterrée en raison de la surélévation du terrain adjacent, soit incorporée dans une propriété privée.